# IJle matrix

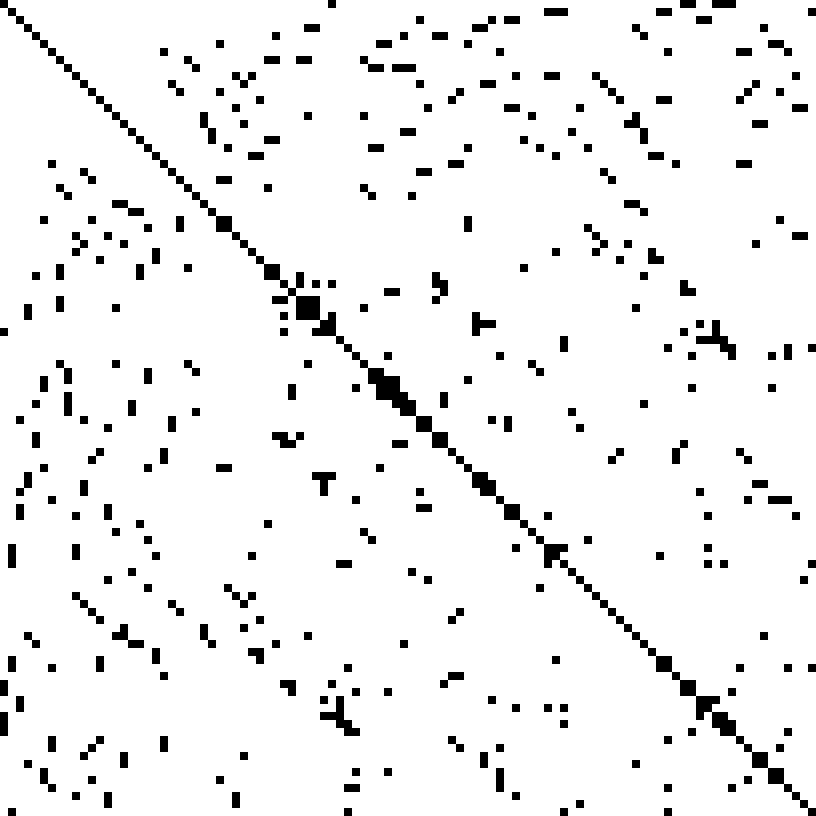
Een ijle matrix die wordt verkregen door het oplossen van een eindig-elementen probleem in twee dimensies. De niet-nulzijnde elementen worden in het zwart getoond.

In de numerieke analyse, een deelgebied van de wiskunde, is een ijle matrix, ook wel dunbezette matrix of schaarse matrix genoemd, een matrix, waarvan de elementen voornamelijk bestaan uit nullen. De Engelse term "sparse matrix" werd bedacht door de Amerikaanse econoom Harry Markowitz. 